# Habib Ali al-Dschifri

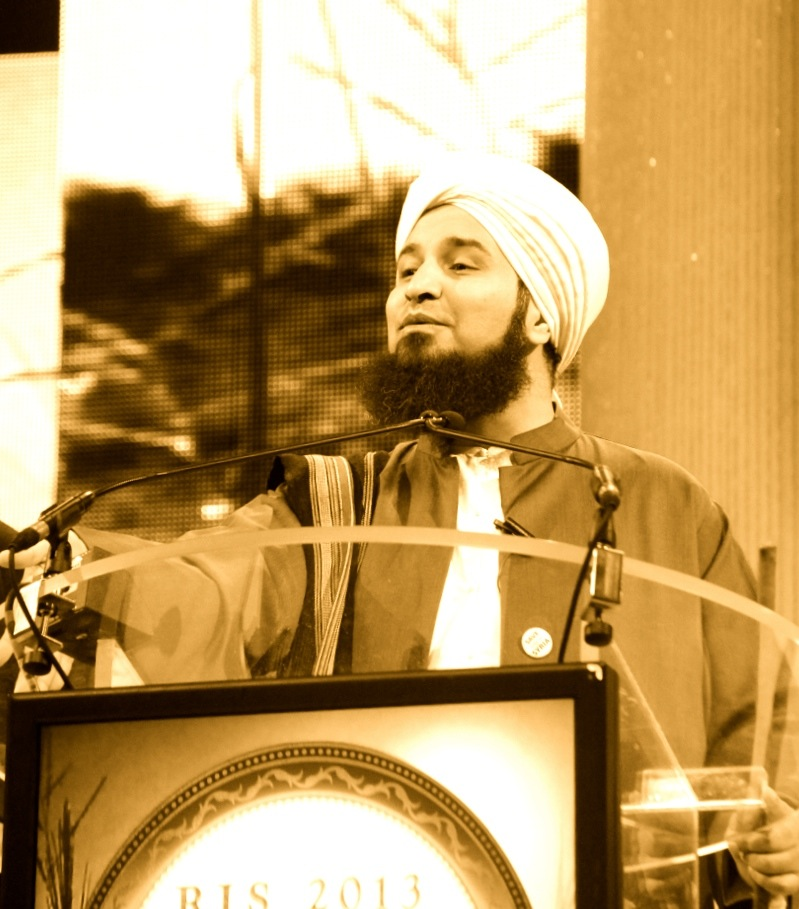
Habib Ali al-Dschifri

al-Habīb ʿAlī Zain al-ʿĀbidīn al-Dschifrī (arabisch الحبيب علي زين العابدين الجفري, DMG al-Ḥabīb ʿAlī Zain al-ʿĀbidīn al-Ǧifrī; * 20. April 1971) ist der Gründer und Leiter der Tabah Foundation (2005), Vereinigte Arabische Emirate und ein bekannter islamischer Fernsehprediger des arabischen Sprachraums. Er ist Anhänger des Ba'Alawi-Sufiordens, der der Tradition der schafiitischen Rechtsschule der Sunniten folgt.
Al-Dschifrīs Familie führt ihren Stammbaum über ʿAlī ibn Husain Zain al-ʿĀbidīn auf den islamischen Propheten Mohammed zurück. Über seinen Geburtsort finden sich unterschiedlich Angaben: Es wird zum einen die saudische Hafenstadt Dschidda angegeben, zum anderen die im Hadramaut gelegene Stadt Tarim, die damals zum Südjemen gehörte. Seine erste Ausbildung erhielt er auf jeden Fall in Tarim. Schwerpunkt seiner Studien war das islamische Recht. Aufgrund der Repressionen des kommunistischen Regimes wanderte er in den Hedschas aus. Nach der Wiedervereinigung des Jemen setzte er seine Ausbildung in Sanaa fort. Zu seinen Lehrern gehörten al-Habīb ʿAbd al-Qādir ibn Ahmad as-Saqqāf und al-Habīb Ahmad Maschhūr ibn Tāhā al-Haddād. Bei letzterem lernte er insgesamt er elf Jahre lang. Ab 1991 begann er, in jemenitischen Städten und Dörfern zu lehren. Von 1993 bis 2003 hielt er sich wieder in Tarim auf. 2002 wurde er stellvertretender Dekan des Dar al-Mustapha in Tarim.
2005 gründete al-Dschifrī in Abu Dhabi die Tabah Foundation for Islamic Studies and Research. 2006 gehörte er zu den 38 Unterzeichnern des Offenen Briefs islamischer Gelehrter an Papst Benedikt XVI. Seit 2007 ist al-Dschifrī Mitglied des Königlichen Aal al-Bayt Instituts für islamisches Denken in Amman, Jordanien. Außerdem ist er im Beirat der European Academy for Islamic Culture and Science in Brüssel. In demselben Jahr war er einer der 138 muslimischen Unterzeichner des offenen Briefes Ein gemeinsames Wort zwischen Uns und Euch (englisch A Common Word Between Us & You) an „Führer christlicher Kirchen überall“. Nach Angabe der Eugen-Biser-Stiftung „gehörte er zu den maßgeblichen Förderern der Aktivitäten, die im Zusammenhang mit diesem Schreiben entstanden sind“. In Anerkennung dieser Leistung verlieh ihm die Eugen-Biser-Stiftung 2008 ihren Eugen-Biser-Preis. Landesbischof Johannes Friedrich hielt die Laudatio.
Al-Dschifrī tritt sehr häufig in arabischen Fernsehsendern auf, in denen er über islamische Spiritualität spricht, und gestaltet auch ganze Sendereihen, zum Beispiel zur Biografie des Propheten. 2022 wurde er auf dem 22. Platz der 500 einflussreichsten Muslime des Prinz-al-Walid-bin-Talal-Zentrums für muslimisch-christliche Verständigung der Georgetown University und dem Royal Islamic Strategic Studies Centre von Jordanien gelistet.